# Infinitus
Infinitus ist der weltweit größte Tintenstrahldrucker und stellt eine Sonderform des Großformatdruckers dar. Er wurde von Studenten der TU Berlin in Zusammenarbeit mit dem Hersteller Big Image Systems entwickelt und gebaut. Er kann Stoffbahnen bis zu zwölf Metern Breite und 50 m Länge bedrucken.
Sein Standort ist nahe der UFA-Filmstudios in Babelsberg.

## Einsatzzwecke
Die großformatigen Drucke werden für Filmsets, Bühnendekorationen, Messebanner und Szenenbilder verwendet. Für den Film Habemus Papam wurde beispielsweise die vollständige Innenansicht der Sixtinischen Kapelle auf Stoffbahnen ausgedruckt, da die  Kapelle selbst nicht für Filmaufnahmen zur Verfügung stand.